# Escola de Belles Arts d'Atenes
L'Escola de Belles Arts d'Atenes (en grec:Ανωτάτη Σχολή Καλών Τεχνών), és una escola pública d'art de l'Estat grec, l'objectiu principal de la qual és el desenvolupament dels talents artístics dels estudiants, va ser fundada el 1837.

## Història
L'Escola va ser fundada el 12 de gener de 1837, coneguda com l'«Escola d'Arts». En un principi l'Escola d'Arts incloïa tres departaments:
- Oficis artístics (a temps parcial)
- Oficis Industrials (a temps complet)
- Escola de Belles Arts (educació superior a temps complet).

El tercer departament va ser l'avantpassat real de l'escola d'avui de Belles Arts i va començar a funcionar com una escola diària el 1840. En aquest departament els temes d'ensenyament van ser la pintura, l'escultura, l'arquitectura, la litografia, la xilografia, la geometria i la cartografia. El mateix any, la duquessa de Plaisance que vivia a Grècia va contribuir en la millora de l'escola, enriquint el programa amb nous tipus de classes de pintura. Per impartir els cursos de pintura a l'oli va cridar el pintor francès Bonirote (un dels deixebles de Jean Auguste Dominique Ingres), Bonirote va estar exercint de professor fins al 1843.
En aquest mateix any (1843) per un decret reial l'escola de Belles Arts va ser promoguda per a escola d'Educació Superior amb un programa d'estudis de cinc anys, el seu primer director va ser l'arquitecte Lissandros Kautantzoglou. Durant el període 1844-1862 el programa d'estudis va estar influït per les ensenyances neoclàssiques d'Acadèmies de Belles Arts d'Europa. Alguns dels grans estudiosos d'aquest període, es van convertir en professors de l'escola, com per exemple Nikiforos Lytras i Nikolaos Gyzis. El 1872, després d'una donació de George Averoff, un nou edifici va ser construït en l'avinguda Patission, que més tard va ser nomenat Universitat Politècnica Nacional d'Atenes.
El 1910 la facultat va adquirir la independència de l'anomenada Universitat Politècnica Nacional. El mateix any, per primera vegada es van admetre dones en l'Escola de Belles Arts. L'any 1929 Konstantinos Parthenis va començar a ensenyar a l'escola, les seves lliçons eren, en la seva majoria, sobre l'anàlisi de la percepció visual. Molts altres artistes famosos van ocupar places de docents a l'Escola de Belles Arts d'Atenes: l'escultor Costas Dimitriadis, el gravador Yannis Kefallinos, l'escriptor i historiador Pantelis Prebelakis, Yannis Moralis, Panayiotis Tetsis, Dimitris Mytaras que entre d'altres, van ensenyar l'art grec modern.